# شکارگاه
بریتانیا محفوظ است.

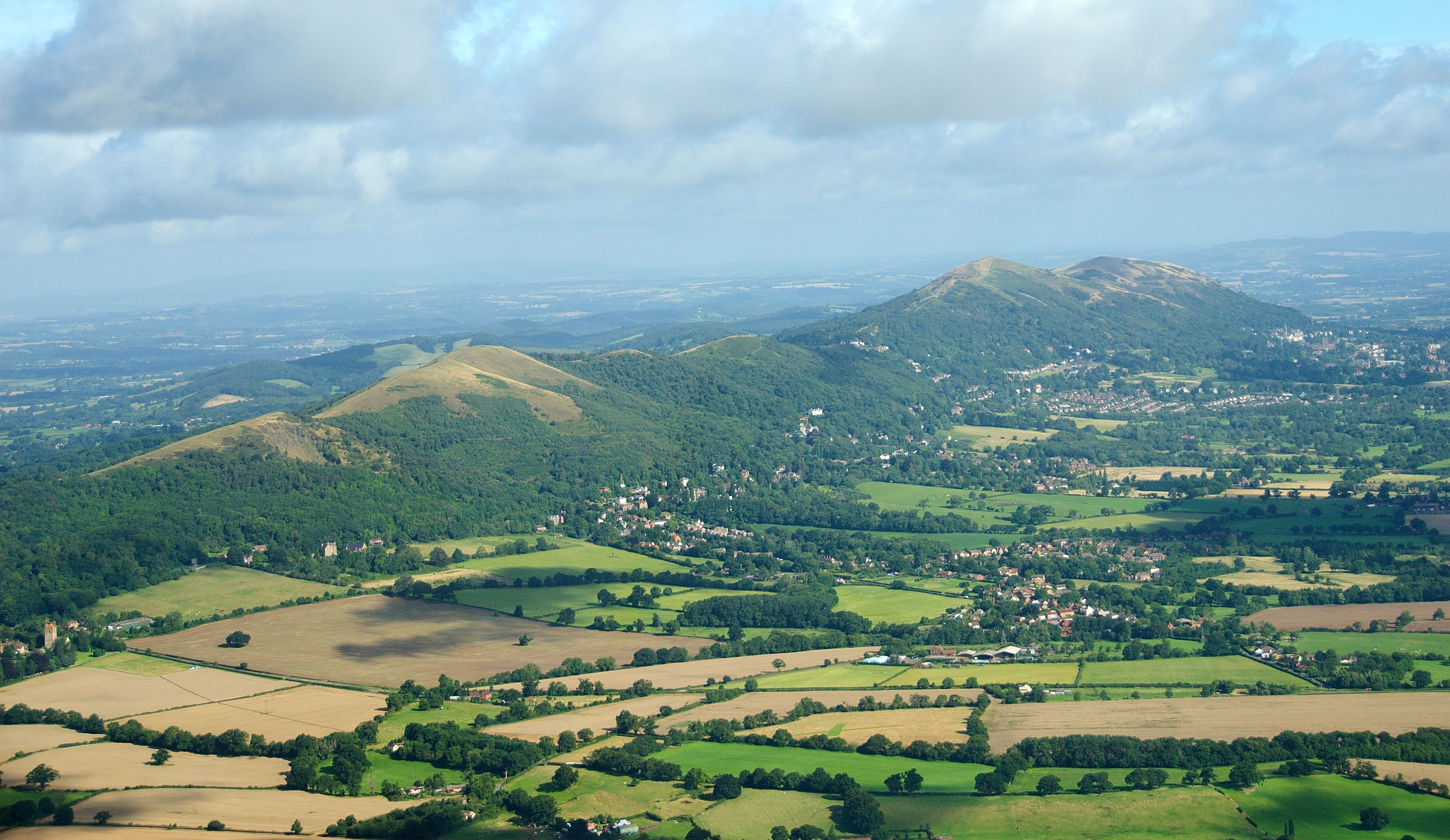
مالوِرن چیس

شکارگاه‌ها اغلب مکان‌های باز و خاکی و دارای خلنگزار است تا اینکه جنگل باشد و برای اهداف شکار طراحی می‌شود.

## نگارخانه

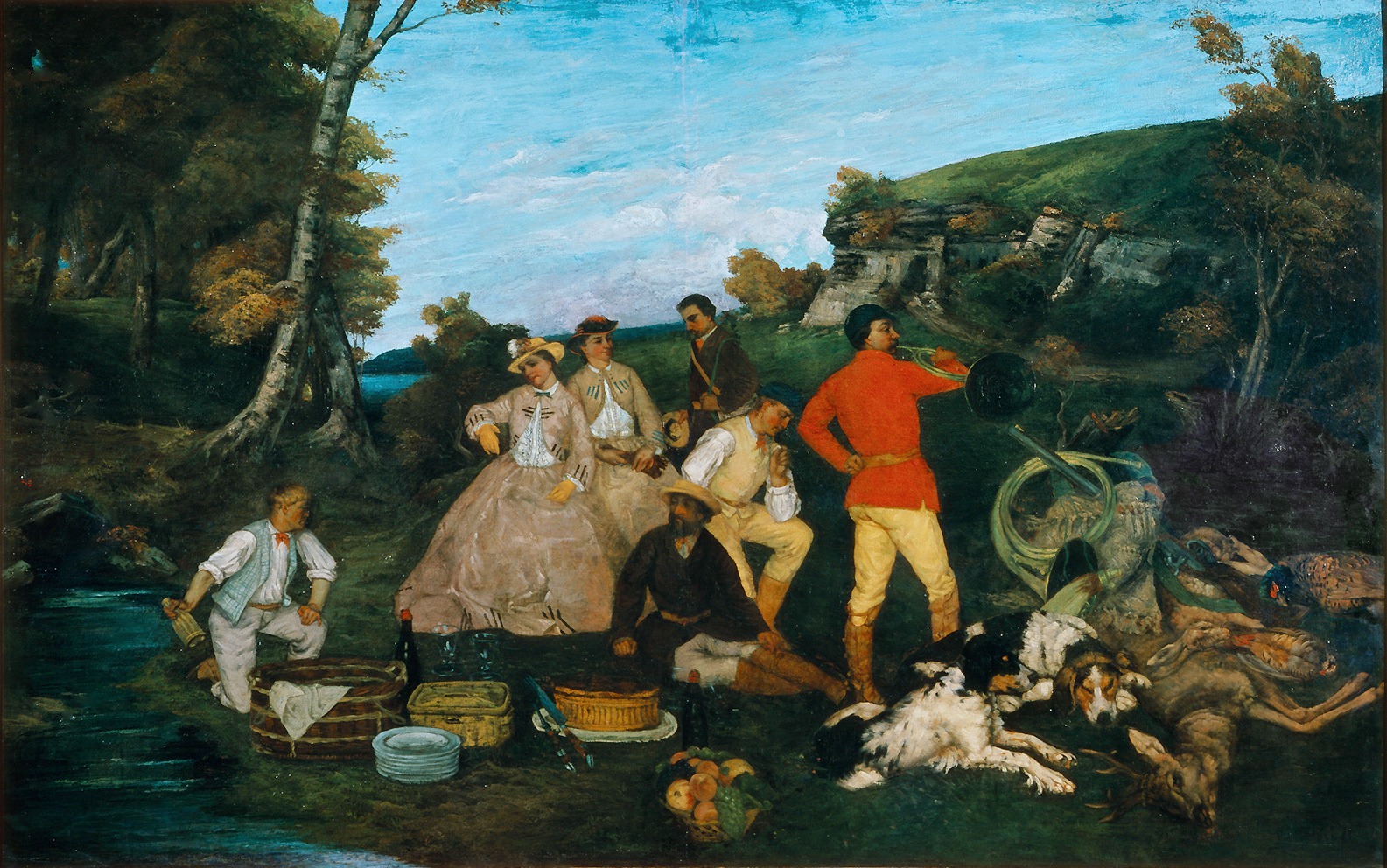
صرف ناشتایی در شکارگاه